# Kingston (Nova Jersey)
Kingston és una concentració de població designada pel cens dels Estats Units a l'estat de Nova Jersey. Segons el cens del 2000 tenia 1.292 habitants.

## Demografia
Segons el cens del 2000, Kingston tenia 1.292 habitants, 561 habitatges, i 315 famílies. La densitat de població era de 554,3 habitants/km².
Dels 561 habitatges en un 24,4% hi vivien nens de menys de 18 anys, en un 44,7% hi vivien parelles casades, en un 8,4% dones solteres, i en un 43,7% no eren unitats familiars. En el 36,4% dels habitatges hi vivien persones soles el 8% de les quals corresponia a persones de 65 anys o més que vivien soles. El nombre mitjà de persones vivint en cada habitatge era de 2,3 i el nombre mitjà de persones que vivien en cada família era de 3,08.
Per edats la població es repartia de la següent manera: un 20,3% tenia menys de 18 anys, un 6,7% entre 18 i 24, un 36,4% entre 25 i 44, un 23,1% de 45 a 60 i un 13,5% 65 anys o més.
L'edat mediana era de 38 anys. Per cada 100 dones de 18 o més anys hi havia 90,7 homes.
La renda mediana per habitatge era de 65.962 $ i la renda mediana per família de 80.242 $. Els homes tenien una renda mediana de 56.371 $ mentre que les dones 46.250 $. La renda per capita de la població era de 34.457 $. Cap de les famílies i l'1% de la població estaven per davall del llindar de pobresa.

## Poblacions més properes
El següent diagrama mostra les poblacions més properes.